# Historisch-Kulturwissenschaftliches Forschungszentrum Trier
Das Historisch-Kulturwissenschaftliche Forschungszentrum (HKFZ) Trier war eine wissenschaftliche Einrichtung an der Universität Trier. Das Zentrum war  inter- bzw. transdisziplinär ausgerichtet.

## Geschichte
Das HKFZ wurde durch das Ministerium für Bildung, Wissenschaft, Weiterbildung und Kultur des Landes Rheinland-Pfalz im Rahmen des Hochschulförderprogrammes "Wissen schafft Zukunft" bewilligt und im Sommer 2005 als gemeinsame Forschungseinrichtung der Universität Trier und der Johannes Gutenberg-Universität Mainz unter der Leitung von Claudine Moulin (Trier) und Mechthild Dreyer (Mainz) gegründet. Seit Sommer 2008 werden die Standorte eigenständig als "Historisch-Kulturwissenschaftliches Forschungszentrum (HKFZ) Trier" und "Forschungsschwerpunkt Historische Kulturwissenschaften" im Rahmen der rheinland-pfälzischen Forschungsinitiative gefördert.

## Ausrichtung und Forschungsthema
Das HKFZ bündelt Forschungsaktivitäten mit einer historischen Ausrichtung aus verschiedenen kulturwissenschaftlichen Disziplinen und betreibt in Rückbindung an die Projektarbeit eine Auseinandersetzung mit wissenschaftstheoretischen Fragen der Kulturwissenschaften. Das HKFZ verfügt über eine Handbibliothek, die etwa 440 kulturwissenschaftliche Grundlagentexte sowie einschlägige Nachschlagewerke und Forschungsliteratur umfasst.
Bis zum Jahresende 2013 lag der Fokus auf dem Forschungsthema Räume des Wissens – Orte, Ordnungen, Oszillationen. Damit schloss man an aktuelle Forschungsdebatten zum spatial turn in den Kulturwissenschaften an. Eine Erweiterung erfährt der Begriff des „Wissensraums“ insbesondere durch Projektvorhaben, die von einem breiter gefassten Begriff verräumlichten Wissens ausgehend, Fragen der Formierung, Stabilisierung und/oder Dynamisierung von – per se nicht räumlich verfasstem – Wissen durch Raum- und Verräumlichungsvorstellungen aufwerfen.
Dabei gehen die wissenschaftlichen Überlegungen von drei Leitbegriffen aus:
Dem Begriff des ‚Orts’ als zugleich räumlicher Konkretisation von Wissensbeständen (Stadt, Kloster, Bibliothek, Archiv u. a.) wie auch als imaginierbare Größe innerhalb des kulturellen Gedächtnisses einer spezifischen Gruppe; dem Begriff der ‚Ordnung’ als realer und/oder imaginierter Systematisierung von Räumen und Wissensbeständen gleichermaßen; sowie dem Begriff der ‚Oszillation’ als Terminus zur Beschreibung von Tradierungs- und Obliterationsprozessen, denen Wissensräume unterliegen können.
Seit Jahresbeginn 2014 werden die „Räume des Wissens“ zugespitzt auf die Frage „Epistemologie des Reisens“.

## Publikationsreihe
Die 2010 eröffnete Publikationsreihe Trierer Beiträge zu den historischen Kulturwissenschaften versteht sich als Forum für historisch orientierte und fächerübergreifende Forschungen aus dem Bereich der Kulturwissenschaften. Neben Sammelwerken und Tagungsbänden können monographische Studien und Ausstellungskataloge innerhalb der Reihe publiziert werden. Die Bücher erscheinen im Verlag Dr. Ludwig Reichert, Wiesbaden.

## Nachwuchsförderung
Einen Arbeitsschwerpunkt des HKFZ bildet die Förderung des wissenschaftlichen Nachwuchses. Junge Wissenschaftler, sowohl vor als auch nach der Promotion, sind in die Arbeiten des Zentrums eingebunden und derart in einer interdisziplinären und internationalen Forschungsumgebung vernetzt. Neben der ideellen Förderung durch den Austausch im Verbund werden exzellente Nachwuchsprojekte durch Anschubfinanzierung unterstützt. Zudem vergibt das HKFZ jährlich Doktoranden- und Postdoktoranden-Stipendien.

## Fellowship
Das vom HKFZ vergebene Fellowship ermöglicht einem Gastwissenschaftler, der zum Forschungsthema des HKFZ arbeitet, den längeren Aufenthalt an der Universität Trier. Das erste Fellowship wurde 2010 an den Raumwissenschaftler Stephan Günzel vergeben, das zweite an die Kulturwissenschaftlerin Claudia Bruns. Kurzfellowship von ein oder zwei Monate Dauer erhielten der Historiker Carsten Schapkow, der Kunsthistoriker Jürgen Müller und die Kunsthistorikerin Kathryn M. Rudy. Weitere Gäste des HKFZ waren Niels Werber, Winfried Fluck, Michaela Holdenried, Wolfgang Struck und Andrea Wulf.

## Veranstaltungen
Das HKFZ führt eine Jahrestagung sowie Tagungen zu den einzelnen Projekten durch und bietet zwei Vortragsreihen an („Historisch-Kulturwissenschaftliche Werkstattgespräche“ und „Abendvorträge zu den historischen Kulturwissenschaften“).

## Organisation
Dem leitenden Vorstand des HKFZ gehören an: Hilary Dannenberg (Anglistik), Gottfried Kerscher (Kunstgeschichte), Ursula Lehmkuhl (Geschichtswissenschaft), Martin Przybilski (Ältere deutsche Philologie), Andreas Regelsberger (Japanologie) und Christian Soffel (Sinologie). Die geschäftsführende Leitung hat seit Oktober 2015 Hilary Dannenberg inne. Das HKFZ vereint seit 2014 etwa 15 Mitglieder unter dem gemeinsamen Forschungsthema. Daneben arbeiten über 40 Kooperationspartner mit dem Zentrum zusammen.

## Publikationen
- Christian Jörg / Michael Jucker (Hgg.): Spezialisierung und Professionalisierung. Träger und Foren städtischer Außenpolitik während des späten Mittelalters und der frühen Neuzeit. Wiesbaden 2010 (Trierer Beiträge zu den historischen Kulturwissenschaften, Bd. 1).
- Martin Przybilski (Hg.): Studien zu ausgewählten Fastnachtspielen des Hans Folz. Struktur – Autorschaft – Quellen. Mit Beiträgen von Theresia Biehl, Christoph Gerhardt und Stefan Hannes Greil. Wiesbaden 2011.
- Michael Embach / Ralf Plate / Martin Przybilski / Martin Schubert und Michael Trauth (Hgg.): Mittelhochdeutsch. Beiträge zur Sprache, Überlieferung und Literatur. FS Kurt Gärtner. Berlin, New York 2011.
- Rolf Bergmann / Claudine Moulin / Nikolaus Ruge: Alt- und Mittelhochdeutsch. Arbeitsbuch zur Grammatik der älteren deutschen Sprachstufen und zur deutschen Sprachgeschichte. Unter Mitarbeit von Natalia Filatkina / Falko Klaes / Andrea Rapp. 8. neu bearb. Aufl. Göttingen 2011 (UTB 3534).
- Natalia Filatkina / Birgit Ulrike Münch / Ane Kleine-Engel (Hgg.): Formelhaftigkeit in Text und Bild. Wiesbaden 2012 (Trierer Beiträge zu den historischen Kulturwissenschaften, Bd. 2).
- Michael Embach / Claudine Moulin / Andrea Rapp (Hgg.): Die Bibliothek des Mittelalters als dynamischer Prozess. Wiesbaden 2012 (Trierer Beiträge zu den historischen Kulturwissenschaften, Bd. 3).
- Natalia Filatkina / Martin Przybilski (Hgg.): Orte – Ordnungen – Oszillationen. Raumerschaffung durch Wissen und räumliche Struktur von Wissen. Wiesbaden 2011 (Trierer Beiträge zu den historischen Kulturwissenschaften, Bd. 4).
- Stephan Günzel / Lars Nowak (Hgg.): KartenWissen: Territoriale Räume zwischen Bild und Diagramm. Wiesbaden 2012 (Trierer Beiträge zu den historischen Kulturwissenschaften, Bd. 5).
- Melanie Panse: Hans von Gersdorffs „Feldbuch der Wundarznei“. Produktion, Präsentation und Rezeption von Wissen. Wiesbaden 2012 (Trierer Beiträge zu den historischen Kulturwissenschaften, Bd. 7).
- Gisela Drossbach / Gottfried Kerscher (Hgg.): Utilidad y decoro – Zeremoniell und symbolische Kommunikation in den Leges palatinae König Jacobs III. von Mallorca (1337). Wiesbaden 2013 (Trierer Beiträge zu den historischen Kulturwissenschaften, Bd. 6).
- Eva Johach / Diethard Sawicki (Hgg.): Übertragungsräume. Medialität und Raum in der Moderne. Wiesbaden 2013 (Trierer Beiträge zu den historischen Kulturwissenschaften, Bd. 8).
- Martin Przybilski / Nikolaus Ruge (Hgg.): Fiktionalität im Artusroman des 13. bis 15. Jahrhunderts. Romanistische und germanistische Perspektiven. Unter Mitarbeit von Leonie Butz und Hanna Häger. Wiesbaden 2013 (Trierer Beiträge zu den historischen Kulturwissenschaften, Bd. 9).
- Martin Przybilski und Ulrich Port (Hgg.): Orts-Wechsel. Reale, imaginierte und virtuelle Wissensräume. Wiesbaden 2014 (Trierer Beiträge zu den historischen Kulturwissenschaften, Bd. 10).
- Martin Przybilski / Carsten Schapkow (Hgg.): Konversionen in Räumen jüdischer Geschichte. Wiesbaden 2014 (Trierer Beiträge zu den historischen Kulturwissenschaften, Bd. 11).
- Sabine Philippi / Philipp Vanscheidt (Hgg.): Digitale Rekonstruktionen mittelalterlicher Bibliotheken. Wiesbaden 2014 (Trierer Beiträge zu den historischen Kulturwissenschaften, Bd. 12).
- Irina Gradinari / Dorit Müller / Johannes Pause (Hgg.): Wissensraum Film. Wiesbaden 2014 (Trierer Beiträge zu den historischen Kulturwissenschaften, Bd. 13).
- Jürgen Müller / Birgit Ulrike Münch (Hgg.): Genremalerei. Wiesbaden 2014 (Trierer Beiträge zu den historischen Kulturwissenschaften, Bd. 14).
- Christian Jörg / Christoph Dartmann (Hgg.): Romzüge. Wiesbaden 2014 (Trierer Beiträge zu den historischen Kulturwissenschaften, Bd. 15).
- Katharina Hanuschkin: Intrigen – Die Macht der Möglichkeiten in der mittelhochdeutschen Epik. Wiesbaden 2015 (Trierer Beiträge zu den historischen Kulturwissenschaften, Bd. 16).
- Irina Gradinari / Dorit Müller / Johannes Pause (Hgg.): Versteckt – Verirrt – Verschollen. Reisen und Nichtwissen. Wiesbaden 2016 (Trierer Beiträge zu den historischen Kulturwissenschaften, Bd. 18).